# Glassheart (singel)
Glassheart – piosenka brytyjskiej wokalistki Leony Lewis, z jej trzeciego albumu zatytułowanego "Glassheart", który został wydany 12 października 2012 roku. Utwór spotkał się z na ogół pozytywnymi recenzjami. Krytycy chwalili nowe brzmienie, niespotykane dotąd w twórczości piosenkarki.

## Tło
Lewis rozpoczęła prace nad trzecią płytą - Glassheart, krótko po zakończeniu trasy koncertowej The Labyrinth Tour. Album miał zostać wydany pod koniec 2011 roku po wydaniu singla Collide jednak premierę przeniesiono na 26 marca 2012 roku, a zamiast jego w grudniu 2011 roku wokalistka wydała EP Hurt. W styczniu 2012 roku, premier albumu została przesunięty ponownie, tym razem na październik 2012 roku po oświadczeniu, że Lewis pracuje nad utworem ze szkockim DJ-em Calvinem Harrisem i Fraser T Smith, który był głównym producentem płyty. Do powstania piosenki przyzczynił się również przyjaciel Lewis i współautor tej piosenki – Ryan Tedder, gdy wokalistka odwiedziła go w jego domu w Denver w stanie Kolorado. Celem wyjazdu miało być wzbogacenie materiału na nowej płycie. Brytyjka nie chciała śpiewać kolejnej ballady, więc zdecydowali się na piosenkę w rodzaju dance. Oprócz tytułowego utworu na Glassheart, Lewis i Tedder współpracowali w piosence "Favourite Scar".

## Kompozycja
Glassheart to dance'owy, grime'owy i house’owy utwór, który zawiera dubstepowe fragmenty. Ta kompozycja sprawia, iż jest to piosenka, która pokazuje nowe, bardziej taneczne brzmienie Leony Lewis, dotąd niespotykane. Trwa 3 minuty i 56 sekund. Tekst opowiada o strachu wokalistki przed złąmaniem serca przez jej ukochanego. Według piosenkarki utwór opisuje: ochronę siebie, swoje serca, a także emocje. Możliwości wokalne Lewis możemy usłyszeć we fragmencie, w którym pojawia się chór, a sama wokalistka śpiewa: Kochanie, jeśli mnie kochasz / Daj mi znać / Bo wszystko to, co boli zraniłeś już wcześniej / Masz zamiar rozerwać to miłość na strzępy / I złamać kolejne szklane serce. .

## Track lista
- CD Version

11. "Glassheart" – 3:56
- Deluxe Edition (Dysk 2)

3. "Glassheart" (Acoustic) - 3:46
- Deluxe Edition – iTunes Store Bonus Video

7. "Glassheart" (Live Acoustic) - 3:49

## Notowania
| Chart (2012)                             | Peak position |
| ---------------------------------------- | ------------- |
| UK Dance Chart (OCC)                     | 27            |
| UK Singles (The Official Charts Company) | 167           |